# Myrianida pachychera
Myrianida pachychera är en ringmaskart som först beskrevs av Augener 1913.  Myrianida pachychera ingår i släktet Myrianida och familjen Syllidae. Inga underarter finns listade i Catalogue of Life.